# Усть-Таскан
Усть-Таскан — упразднённый посёлок в Ягоднинском районе Магаданской области. Исключен из учётных данных в 2004 году.

## Географическое положение
Посёлок находился у места впадения реки Таскан в реку Колыму. Выше по течению Таскана находится село Эльген.

## История
В 1940-е годы в Таскане действовал пищекомбинат, на котором работали, в основном, заключённые. В селе размещался отдельный лагерный пункт (ОЛП).
Уцелевших сортировали в Магадане, частично оставляя здесь, но главным образом направляя в такие места, как, например, Тасканский пищекомбинат, где они еще успевали до ухода в лучший мир послужить благородному делу освоения Крайнего Севера на «лёгких работах». Позднее я узнала, что эти легкие работы заключались в 12-часовом ежедневном пребывании на пятидесятиградусном морозе в тайге, где доходяги рубили ветки стланика — сырья для пищекомбината.Евгения Гинзбург, «Крутой маршрут»
При этом, стланик не заготавливают зимой. Орешки на нём собирают в конце августа (только они заготавливаются в пищевых целях), почки — в начале апреля (для народной медицины), хвою растений первого года жизни — осенью (для промышленного приготовления экстракта от цинги, что было актуально в 30-40-е годы).
Около 1945 года в посёлке была построена электростанция.
В настоящее время посёлок заброшен.

## Известные люди
- Гинзбург Евгения Соломоновна (1904—1977) — советская журналистка и мемуаристка, отбывая срок в сталинских лагерях, работала в Усть-Таскане медсестрой.